# Almighty Blues: London and Beyond
Almighty Blues: London and Beyond – jedenasty album koncertowy Wishbone Ash.

## Lista utworów
Album zawiera utwory:
1. Almighty Blues – 6:19
2. Warrior – 5:52
3. Throw Down the Sword – 5:36
4. Standing in the Rain – 6:04
5. Faith, Hope and Love – 7:14
6. Changing Tracks – 4:14
7. On Your Own – 5:21
8. Come Rain, Come Shine – 6:00
9. Ancient Remedy – 5:00
10. Time Was – 10:35
11. Jail Bait – 6:09

### Twórcy
Twórcami albumu są:
- Andy Powell – gitara, wokal
- Ben Granfelt – gitara, wokal
- Bob Skeat – bas
- Ray Weston – perkusja